# جنگل گودژیوینای
جنگل گودژیوینای (به لاتین: Gudžiūnai Forest) یک جنگل در لیتوانی است که در Radviliškis District Municipality واقع شده‌است.